# Solenopsis occipitalis
Solenopsis occipitalis är en myrart som beskrevs av Santschi 1911. Solenopsis occipitalis ingår i släktet eldmyror, och familjen myror. Inga underarter finns listade i Catalogue of Life.